# Jim Clench
James Patrick Clench (1 de maio de 1949 – Montreal, 3 de novembro de 2010) foi um baixista canadense mais conhecido por seus papéis em bandas de rock canadenses como April Wine e Bachman-Turner Overdrive.